# Skurborste

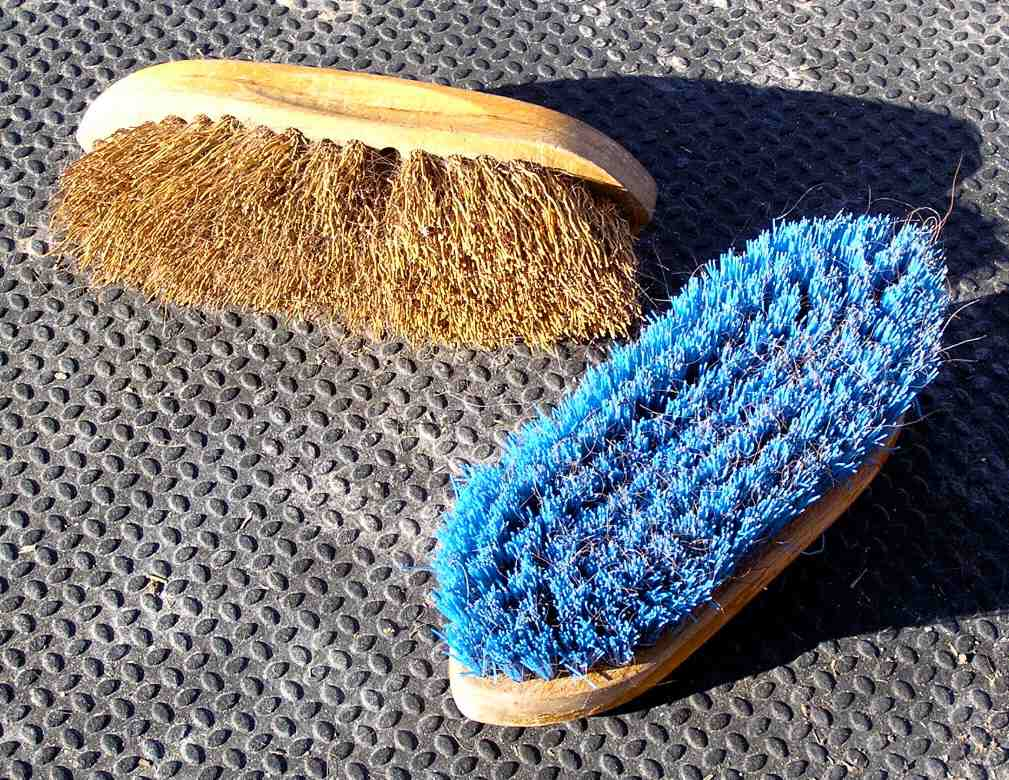
Skurborstar

Skurborste är en typ av borste och används för rengöringsändamål. En vanlig utformning är en trä- eller plastplatta i vilken borrats en mängd hål. I dessa hål fästs borst.
Ofta används skurborstar för att skura golv. De kan då vara försedda med ett skaft, medan andra är avsedda för knäskurning och därför saknar skaft. Den som skurar brukar använda ett förkläde för att inte bli våt.
Tillverkning av skurborstar utfördes tidigare av blinda, då den rutinartarde tillverkningsmetoden kunde läras utan att man behövde kunna se.